# No Roots
No Roots (englisch wörtlich für „keine Wurzeln“; sinngemäß für „ohne Herkunft“) ist ein Lied der in Deutschland geborenen Popsängerin Alice Merton. Das Stück ist die Debütsingle und erste Singleauskopplung aus ihrer gleichnamigen No Roots EP beziehungsweise aus ihrem Debütalbum Mint.

## Entstehung und Artwork
Geschrieben und produziert wurde das Lied gemeinsam von Alice Merton und Nicolas Rebscher, letzterer arrangierte und mischte das Stück auch. Als ausführender Produzent fungierte Mertons Manager Paul Grauwinkel. Das Mastering erfolgte bei TrueBusyness Mastering in Berlin unter der Leitung von Sascha Bühren. Die Single wurde unter Mertons eigenem Musiklabel Paper Plane Records Int. bzw. in den Vereinigten Staaten unter Mom + Pop Music veröffentlicht und durch BMG Rights Management sowie Budde Music verlegt.
Auf dem Cover der Maxi-Single ist neben Künstlernamen und Liedtitel Mertons Kopf von der Seite zu sehen. Sie trägt ein goldenes Oberteil. Die Fotografie und das Artwork des Coverbildes stammen von Mertons Manager Grauwinkel. Das gleiche Coverbild wurde auch für die No Roots EP verwendet.

## Veröffentlichung und Promotion
Das ursprüngliche Veröffentlichungsdatum der Single war für den 18. November 2016 terminiert, letztendlich erfolgte die Erstveröffentlichung von No Roots als Einzeldownload am 2. Dezember 2016. Im Vorfeld postete Merton vereinzelt Bilder von sich mit Zitaten aus dem Lied bis zum Erscheinen der Single. Die Veröffentlichung als physischer Tonträger folgte im Zuge der gleichnamigen No Roots EP am 2. Februar 2017. In den Vereinigten Staaten wurde No Roots erstmals am 3. Februar 2017 veröffentlicht.
Um das Lied und sich selbst zu bewerben, folgte zunächst eine Tour durch sämtliche Radiostationen Deutschlands wie unter anderem bei MDR Jump, Bayern 3 oder MDR Sputnik. Im Vereinigten Königreich war Merton Teil der Radiosendung BBC Introducing am 18. März 2017. Im Fernsehen trat sie unter anderem zur Hauptsendezeit in der ProSieben-Show Schlag den Henssler auf, wo sie ein Medley aus Hit the Ground Running und No Roots sang. Des Weiteren erfolgten einige Auftritte beim deutschen Musiksender VIVA. Dort trat sie jeweils mit einer Akustikversion in den Sendungen VIVA Top 100 und VIVA Fahrstuhlmusik auf. Am 9. Februar 2018 trat sie mit No Roots in der US-amerikanischen Late-Night-Show The Tonight Show auf. Ein weiterer Liveauftritt mit No Roots in Deutschland erfolgte während der Echoverleihung 2018.
Im Mai 2017 wurde No Roots zum offiziellen Werbesong von Vodafone. Das Lied untermalte deren Werbespot und wurde somit in diversen Werbeunterbrechungen gespielt. Darüber hinaus war das Lied in einer Folge der US-amerikanischen Fernsehserie The Blacklist zu hören.

## Hintergrund
Bei No Roots handelt es sich um die erste Veröffentlichung von Alice Merton als eigenständige Künstlerin. Bereits 2015 wirkte sie an sieben Titeln auf dem Debütalbum The Book of Nature von Fahrenhaidt als Autorin und Sängerin mit. Das Album platzierte sich in Deutschland, Österreich und der Schweiz und konnte sich in Deutschland in den Top 20 der Albumcharts platzieren.
Vor der Veröffentlichung von No Roots hatte Merton einige Angebote von Major-Labels. Diese mochten das Stück, wollten jedoch einige Dinge ändern. Merton stand zu ihrer Produktion und lehnte Änderungen ab, weshalb sie zusammen mit ihrem Manager Paul Grauwinkel ihr eigenes Label Paper Plane Records gründete.

## Inhalt
Der Liedtext zu No Roots ist in englischer Sprache verfasst; ins Deutsche übersetzt bedeutet der Titel „Keine Wurzeln“. Die Musik und der Text wurden gemeinsam von Alice Merton und Nicolas Rebscher verfasst. Musikalisch bewegt sich das Lied im Bereich der Popmusik. Das Stück beginnt mit der ersten Strophe und einer darauffolgenden Bridge und einem Refrain. Dieser Aufbau wiederholt sich mit der zweiten Strophe. Nach dem zweiten Refrain folgt ein Zwischenstück das nochmals Teile des Beginns der ersten Strophe wiedergibt. Danach folgt ohne Bridge ein dritter und letzter Refrain. Das Tempo beträgt 116 Schläge pro Minute. Die Tonart ist G-Dur.
Das Lied handelt inhaltlich von einer Person, die keine feste Heimat hat und sich eher als eine Art Weltbürger fühlt. In einem Interview in der Fernsehsendung Kunscht! des SWR beschrieb Merton den Inhalt des Stückes wie folgt: „No Roots handelt von ihrer Lebensgeschichte, und zwar davon, dass sie sehr oft in ihrem Leben umgezogen sei. Sie habe in vielen Ländern gewohnt (Deutschland, Großbritannien, Kanada und den Vereinigten Staaten). Insgesamt sei sie bis zu ihrem 24. Lebensjahr zwölf Mal umgezogen, und ihre Heimat sei nie an einem festen Ort gewesen, sondern immer bei den Menschen, die sie wirklich liebe.“ Das Lied schrieb Merton, als sie ihre Eltern in England besuchte. Sie war zu diesem Zeitpunkt an einem Punkt angelangt, an dem sie sich ziemlich verloren fühlte und beschloss deshalb, ein Lied zu schreiben, das ihr dabei hilft, sich besser in der Situation zu fühlen.
| “And a thousand times I’ve seen this road, a thousand times. I’ve got no roots, but my home was never on the ground. I’ve got no roots, but my home was never on the ground. I’ve got no roo(uh uh uh uh)ts. I’ve got no roo(uh uh uh uh)ts.” – Refrain, Originalauszug | „Und schon tausend mal habe ich diese Straße gesehen, Tausend mal. Ich hab keine Wurzeln, aber mein Zuhause war nie auf dem Boden. Ich hab keine Wurzeln, aber mein Zuhause war nie auf dem Boden. Ich hab keine Wu(uh uh uh uh)rzeln. Ich hab keine Wu(uh uh uh uh)rzeln.“ – Refrain, Übersetzung |

## Musikvideo
Das Musikvideo zu No Roots wurde am 13. November 2016 in der Fabrik 23 in Berlin gedreht und feierte am 9. Januar 2017 auf der Videoplattform YouTube seine Premiere. Das Video lässt sich in drei Abschnitte unterteilen, die immer wieder abwechselnd zu sehen sind. Zunächst beginnt das Video mit zwei Szenen, in denen Merton jeweils in einem hellen und einem dunklen Raum das Lied singt und vor sich hin tanzt. In manchen Einstellungen tauchen plötzlich drei Männer auf, die den Anschein machen Merton wegziehen zu wollen. Ab dem Zwischenstück nach dem zweiten Refrain kommt eine Schwarz-weiß-Szene hinzu, in der die Männer (gespielt von Emre Aksu, Don Chuaydee-Gehm und Maximilian Elske) wieder auftauchen und zusammen mit Merton das Lied singen und dazu tanzen. Die Gesamtlänge des Videos beträgt 3:56 Minuten. Regie führte Maximilian Stolarow. Bis August 2025 zählte das Musikvideo über 386 Millionen Aufrufe bei YouTube.

## Mitwirkende
| Liedproduktion - Sascha Bühren: Mastering - Paul Grauwinkel: Artwork (Cover), Ausführender Produzent, Fotograf (Cover) - Alice Merton: Komponist, Liedtexter, Musikproduzent - Nicolas Rebscher: Abmischung, Arrangement, Komponist, Liedtexter, Musikproduzent - BMG Rights Management: Verlag - Budde Music: Verlag - Mom + Pop Music: Musiklabel - Paper Plane Records Int.: Musiklabel - TrueBusyness Mastering: Tonstudio | Musikvideo - Emre Aksu: Schauspieler - Timo Bloom: Friseur, Schminke - Emma Breuer: Set Assistant - Susann Bosslau: Styling - Don Chuaydee-Gehm: Schauspieler - Maximilian Elske: Schauspieler - Paul Grauwinkel: Ausführender Produzent - Hannah Groß: Styling Assistent - Patrick Jankowski: Lichtgestaltung - Alice Merton: Schauspieler - Maximilian Stolarow: Kameramann, Regisseur |

## Rezeption

### Preise
Im November 2016 wurde No Roots mit dem Jugend kulturell Förderpreis in der Kategorie „Acoustic Pop“ ausgezeichnet. Am 15. März 2018 wurde No Roots mit dem Deutschen Musikautorenpreis als „Erfolgreichstes Werk 2017“ ausgezeichnet.

### Rezensionen
In der Rubrik „Matuschkes Liebling der Woche“ von Bayern 3 wurde No Roots zum Lieblingslied der 3. Kalenderwoche 2017 gekürt.
Das US-amerikanische Billboard-Magazin platzierte No Roots bei einer Umfrage unter Kritikern auf Position 81 der besten Lieder aus dem Jahr 2017.

## Kommerzieller Erfolg

### Chartplatzierungen
No Roots erreichte in Deutschland Position zwei der Singlecharts und konnte sich insgesamt sieben Wochen in den Top 10 und 39 Wochen in den Charts halten. Am 21. April 2017 schaffte es No Roots erstmals an die Spitze der iTunes-Charts in Deutschland. In Österreich erreichte die Single Position drei und konnte sich zehn Wochen in den Top 10 und 30 Wochen in den Charts halten. In der Schweiz erreichte No Roots in 51 Chartwochen Position 12 der Charts. In den Vereinigten Staaten gelang No Roots erstmals Anfang April 2018 der Sprung in die Billboard Hot 100. Die Single platzierte sich drei Wochen in den Chart erreichte mit Position 84 seine höchste Notierung. Außerdem platzierte sich die Single an der Spitze der US Adult Alternative Songs sowie an der Spitze der US Rock Airplay Charts. Am 15. April 2018 erreichte die Single letztendlich auch die britischen Charts, wo sie bislang Position 86 erreichte. 2018 erreichte die Single ebenfalls die kanadischen Singlecharts und erreichte mit Position 97 seine höchste Notierung. Des Weiteren erreichte das Lied Platz 41 der französischen Singlecharts. 2017 platzierte sich die Single auf Position 14 der Single-Jahrescharts in Deutschland, auf Position 13 in Österreich sowie auf Position 38 in der Schweiz. In den deutschen Airplay-Jahrescharts belegte die Single Position sechs und war damit nach OK (Robin Schulz) der zweit meistgespielte Titel eines deutschen Interpreten.
Für Merton als Autorin und Interpretin ist dies der erste Charterfolg weltweit. Für Rebscher als Autor ist No Roots der vierte Charterfolg in Deutschland, sowie nach House Party (DJ Antoine) und Ist da jemand (Adel Tawil) jeweils der dritte in Österreich und der Schweiz. Es ist sein erster Top-10-Erfolg in Deutschland, damit löste No Roots die bis dato erfolgreichste Single Ist da jemand (Höchstplatzierung 33) ab. Als Produzent ist es sein erster Charterfolg in allen drei Ländern. Im Vereinigten Königreich und den Vereinigten Staaten ist es für Rebscher der erste Charterfolg in seiner Autoren- und Produzentenbeteiligung.
| ChartsChartplatzierungen       | Höchstplatzierung | Wochen |
| ------------------------------ | ----------------- | ------ |
| Deutschland (GfK)              | 2 (39 Wo.)        | 39     |
| Kanada (MC)                    | 97 (1 Wo.)        | 1      |
| Österreich (Ö3)                | 3 (30 Wo.)        | 30     |
| Schweiz (IFPI)                 | 12 (51 Wo.)       | 51     |
| Vereinigte Staaten (Billboard) | 84 (3 Wo.)        | 3      |
| Vereinigtes Königreich (OCC)   | 52 (9 Wo.)        | 9      |

| ChartsJahrescharts (2017) | Platzierung |
| ------------------------- | ----------- |
| Deutschland (GfK)         | 14          |
| Österreich (Ö3)           | 13          |
| Schweiz (IFPI)            | 38          |

### Auszeichnungen für Musikverkäufe
Im September 2022 wurde No Roots in Deutschland mit einer doppelten Platin-Schallplatte für über 800.000 verkaufte Exemplare ausgezeichnet. Weltweit erhielt die Single insgesamt einmal Silber, einmal Gold und achtmal Platin. Es handelt sich hierbei um Mertons erste Single-Auszeichnungen. No Roots verkaufte sich laut Schallplattenauszeichnungen bisher mehr als 1,8 Millionen Mal weltweit.
| Land/Region                  | Auszeichnungen für Musikverkäufe (Land/Region, Auszeichnung, Verkäufe) | Verkäufe  |
| ---------------------------- | ---------------------------------------------------------------------- | --------- |
| Deutschland (BVMI)           | 2× Platin                                                              | 800.000   |
| Frankreich (SNEP)            | Platin                                                                 | 133.333   |
| Italien (FIMI)               | 2× Platin                                                              | 100.000   |
| Österreich (IFPI)            | Platin                                                                 | 30.000    |
| Polen (ZPAV)                 | Platin                                                                 | 20.000    |
| Schweiz (IFPI)               | Platin                                                                 | 20.000    |
| Vereinigte Staaten (RIAA)    | Gold                                                                   | 500.000   |
| Vereinigtes Königreich (BPI) | Silber                                                                 | 200.000   |
| Insgesamt                    | 1× Silber · 1× Gold · 8× Platin ·                                      | 1.803.333 |